# Podnoszenie ciężarów na Letnich Igrzyskach Olimpijskich Młodzieży 2010 – kategoria powyżej 85 kilogramów chłopców
Zawody chłopców w kategorii powyżej 85 kilogramów w podnoszeniu ciężarów na Letnich Igrzyskach Olimpijskich Młodzieży 2010 odbyły się 19 sierpnia w Toa Payoh Sports Hall w Singapurze.

## Wyniki
| Rk | Zawodnik            | Grupa | Waga ciała | Rwanie (kg) | Rwanie (kg) | Rwanie (kg) | Rwanie (kg) | Podrzut (kg) | Podrzut (kg) | Podrzut (kg) | Podrzut (kg) | Razem (kg) |
| Rk | Zawodnik            | Grupa | Waga ciała | 1           | 2           | 3           | Rezultat    | 1            | 2            | 3            | Rezultat     | Razem (kg) |
| -- | ------------------- | ----- | ---------- | ----------- | ----------- | ----------- | ----------- | ------------ | ------------ | ------------ | ------------ | ---------- |
|    | Alireza Kazeminejad | A     | 155.82     | 148         | 155         | 160         | 155         | 190          | 196          | -            | 196          | 351        |
|    | Gor Minasian        | A     | 123.02     | 155         | 155         | 160         | 160         | 190          | 190          | 195          | 190          | 350        |
|    | Hassan Mohamed      | A     | 102.19     | 140         | 145         | 150         | 150         | 170          | 180          | 185          | 180          | 330        |
| 4  | Melih Akın          | A     | 94.46      | 132         | 132         | 135         | 132         | 167          | 172          | 177          | 177          | 309        |
| 5  | MK Sabaawi          | A     | 96.47      | 130         | 133         | 137         | 137         | 160          | 160          | 160          | 160          | 303        |
| 6  | Moisés Sotelo       | A     | 119.99     | 125         | 125         | 132         | 132         | 157          | 166          | 166          | 157          | 289        |
| 7  | Felipe Mansilla     | A     | 140.11     | 100         | 105         | 105         | 105         | 118          | 118          | 127          | 118          | 223        |